# TickIT
TickIT est un référentiel de certification du système de management de la qualité en entreprise, en matière d’ingénierie du logiciel. Cette certification a été développée par le BSI (British Standards Institute).
Le but de la norme TickIT est d'améliorer la qualité du logiciel et de ses applications en :
- éditant des documents d'orientation pour aider les organisations créant des logiciels à interpréter les exigences de l'ISO 9001,
- formant, sélectionnant et enregistrant des auditeurs avec une expérience et des compétences en TI,
- introduisant des règles pour l'accréditation des organismes de certification qui exercent dans le secteur des logiciels.

La portée de la certification est internationale et sa durée de validité est de 3 ans, comprenant un audit de suivi annuel.
Elle évolue vers une nouvelle version, le TickITplus. Elle combine les meilleures pratiques avec les standards internationaux de l'IT, met en avant les compétences et la formation de l'auditeur et du praticien aux standards établis.
Un autre de ses objectifs est d'améliorer et de réguler le comportement des auditeurs travaillant dans le secteur des technologies de l'information par leur formation et leur certification.
Il existe un registre national des Commissaires aux Comptes certifiés TickIT qui est tenu par l'International Register of Certificated Auditors.

## Guide TickIT
Le guide TickIT élaboré par BSI s’adresse à trois catégories de population : les clients, les fournisseurs et les auditeurs. Il se compose de 7 parties et 4 annexes :
- Présentation générale et partie A : Introduction à TickIT et à la certification TickIT. Cette première étape s’adresse à tous.
- Partie B : Guide pour les clients. Il s’agit d’un guide pour les clients des entités certifiées TickIT, qui leur explique comment le client peut participer à la qualité du produit logiciel fourni.
- Partie C : Guide pour les fournisseurs de produits logiciels (les entreprises demandant la certification). Cette partie indique aussi comment l’organisation peut évaluer et améliorer l’efficacité de ses systèmes de management de la qualité.
- Partie D : Guide pour les auditeurs TickIT. Ce guide donne des conseils aux auditeurs sur la conduite d'évaluations utilisant les procédures TickIT.
- Partie E : Les exigences du système de management de la qualité logicielle – perspective standard. Ici, les entreprises trouveront de l’aide pour produire des logiciels (et des services liés à ces logiciels) de qualité. Cette partie décrit le système de management de la qualité du point de vue des normes.
- Partie  F : Les exigences du système de management de la qualité logicielle – perspective processus. Elle reprend la description des processus de cycle de vie du logiciel de la norme ISO 12207. Des références croisées entre l’ISO 9001 et l’ISO 12207 facilitent la mise en œuvre de l’approche processus.
- Annexes : Elles présentent des études de cas montrant comment des sociétés ont utilisé le SW-CMM (Software Capability Maturity Model, évoluant en Capability Maturity Model Integration) , l’ISO 15504 et le modèle EFQM pour l’amélioration des processus.

## Organismes de certification
Les organismes de certification doivent être accrédités par le service d’accréditation du Royaume-Uni ou son équivalent suédois. 
Les organismes de certification et les évaluateurs TickIT étant aussi des organismes de certification et évaluateurs ISO 9001, l’entreprise qui se fait certifier TickIT pourra en même temps obtenir la certification ISO 9001.
Organismes de certification accrédités TickIT :
- AFAQ-EAQA Ltd
- BM TRADA Certification
- BSI Management Systems
- Bureau Veritas Quality International Ltd
- Certification Europe Ltd
- DNV Certification (Londres)
- DNV Certification (Stockholm)
- IMS International Limited
- Lloyd's Register Quality Assurance Limited
- Certification Système de Management Ltd
- National Quality Assurance Limited
- Yarsley SGS International Certification Services Limited
- Sira Certification Service

## Répartition des certifications dans le monde
La certification TickIT est très présente en Europe, notamment au Royaume-Uni (807 certificats) et en Suède (62). Il n'existe que 12 organismes de certification TickIT dans le monde qui en 2005 avaient certifiés 1093 organismes.
Voici un tableau listant le nombre de certificats détenus, par pays. (Octobre 2005)
| Pays                   | Certificats actifs |
| ---------------------- | ------------------ |
| Royaume-Uni            | 807 (73,8 %)       |
| Autres pays européens  |                    |
| Belgique               | 6                  |
| Bulgarie               | 1                  |
| Tchéquie               | 4                  |
| Danemark               | 2                  |
| Finlande               | 3                  |
| France                 | 13                 |
| Allemagne              | 4                  |
| Hongrie                | 2                  |
| Islande                | 2                  |
| Irlande                | 6                  |
| Italie                 | 2                  |
| Lituanie               | 3                  |
| Luxembourg             | 1                  |
| Malte                  | 1                  |
| Pays-Bas               | 6                  |
| Norvège                | 7                  |
| Portugal               | 1                  |
| Russie                 | 1                  |
| Slovaquie              | 2                  |
| Slovénie               | 1                  |
| Espagne                | 1                  |
| Suède                  | 62                 |
| Sous-total             | 131 (12 %)         |
|                        |                    |
| Moyen-Orient           |                    |
|                        |                    |
| Iran                   | 6                  |
| Koweït                 | 2                  |
| Liban                  | 1                  |
| Arabie Saoudite        | 2                  |
| Turquie                | 1                  |
| Émirats Arabes Unis    | 1                  |
| Sous-total             | 13 (1,2 %)         |
|                        |                    |
| Amérique du Nord       |                    |
|                        |                    |
| Canada                 | 5                  |
| États-Unis             | 84                 |
| Sous-total             | 89 (8,1 %)         |
|                        |                    |
| Inde et Extrême Orient |                    |
|                        |                    |
| Chine                  | 6                  |
| Inde                   | 22                 |
| Japon                  | 11                 |
| Corée                  | 6                  |
| Singapour              | 1                  |
| Sous-total             | 46 (4,2 %)         |
|                        |                    |
| Reste du Monde         |                    |
| Australie              | 4                  |
| Brésil                 | 1                  |
| Mexique                | 1                  |
| Afrique du Sud         | 1                  |
| Sous-total             | 7 (1 %)            |
|                        |                    |
| TOTAL                  | 1093 (100 %)       |